# 高延宗
高延宗（544年—577年），勃海郡蓨县（今河北省衡水市景县）人，追尊齐文襄帝高澄第五子，母亲为姬妾陈氏，原本是北魏广阳王的家妓，封安德王。曾短暂称帝，但传统史家一般不承认。

## 生平
高延宗幼时，父亲高澄在547年被杀，就被他二叔文宣帝高洋抚养，宠得不成样子，高延宗十二岁，高洋还让他骑在自己的肚腹上，在肚脐里撒尿。抱着他说：“可怜止有此一个。”高洋问高延宗想做什么王，高延宗：“想作冲天王。”高洋于是问杨愔，杨愔答道：“天下无此郡名，愿使安于德。”于是封为安德王。高延宗骄傲恣睢，时常以肮脏花样折腾臣下，及至高洋去世，继位的叔叔高演看不过，命人捉高延宗来打了一百棍，自此高延宗稍有收敛。
武成帝高湛杀河间王高孝琬，高延宗痛哭不已。576年，后主高纬南逃，高延宗留守晋阳，被部下拥立为帝，改元德昌。高纬得知高延宗称帝，对近臣说：“我宁使周得并州，不欲安德得之。”左右都同意。
高延宗见士卒，都亲自执手，说话时都自称本名，流涕呜咽。军心登时大振，反败为胜，几乎将北周武帝宇文邕活捉。但仅两天就因得胜后懈怠防备被卷土重来的周军打败，周军攻克东门、南门，高延宗战不利，出逃到城北民宅被追上俘获。宇文邕亲自下马抓住高延宗的手，高延宗拒绝：“我是死人，我的手怎能接触至尊！”宇文邕说：“两国天子彼此之间并非有仇怨，都是老百姓而来的，我终究不会加害于您，不必害怕。”让他重新穿戴好衣帽，以礼相待。后来宇文邕又问高延宗如何夺取邺城，高延宗推辞说这不是亡国之臣所能回答的，宇文邕强迫他回答，他才说：“如果任城王高湝援救邺城，臣下不知北齐能否坚持。如果是后主高纬自己守卫邺城，那么陛下可以兵不血刃就取得胜利。”
577年周武帝带高纬等回长安，与北齐君臣一起饮酒，席间让高纬跳舞，高延宗哭得不能自己，屡次想服毒自杀，被婢女劝止。同年，周武帝称高纬勾结穆提婆谋反，赐高纬及大量北齐皇室成员自尽。高氏皇族多自陈无辜，只有高延宗捋起衣袖哭着不说话。高延宗被以椒塞口而死。次年，妻李氏收葬了他的尸体。

## 夫人
- 赵郡李氏，卫将军、太尉府咨议参军事、始平子李祖牧第四女
- 李宝信，出自赵郡李氏东祖，太府少卿、征南将军、给事黄门侍郎李骞长女

## 诗文
河北省邯郸市磁县南刘庄村东路口现立有高长恭碑一通，碑阴圭额镌高延宗兴感诗一首
五言、王、第五弟太尉公安德王经墓兴感：

夜台长自寂，泉门无复明。

独有鱼山树，郁郁向西倾。

睹物令人感，目极使魂惊。

望碑遥堕泪，轼墓转伤情。

轩丘终见毁，千秋空建名。

## 相關影視作品
- 電視劇中高延宗扮演者
  - 《蘭陵王》 胡宇威（2013年）

## 延伸阅读
[在维基数据编辑]
 在维基文库阅读此作者作品
 《北齊書·卷11》，出自李百药《北齊書》
 《北史·卷052》，出自李延壽《北史》